# 洗劫馬格德堡

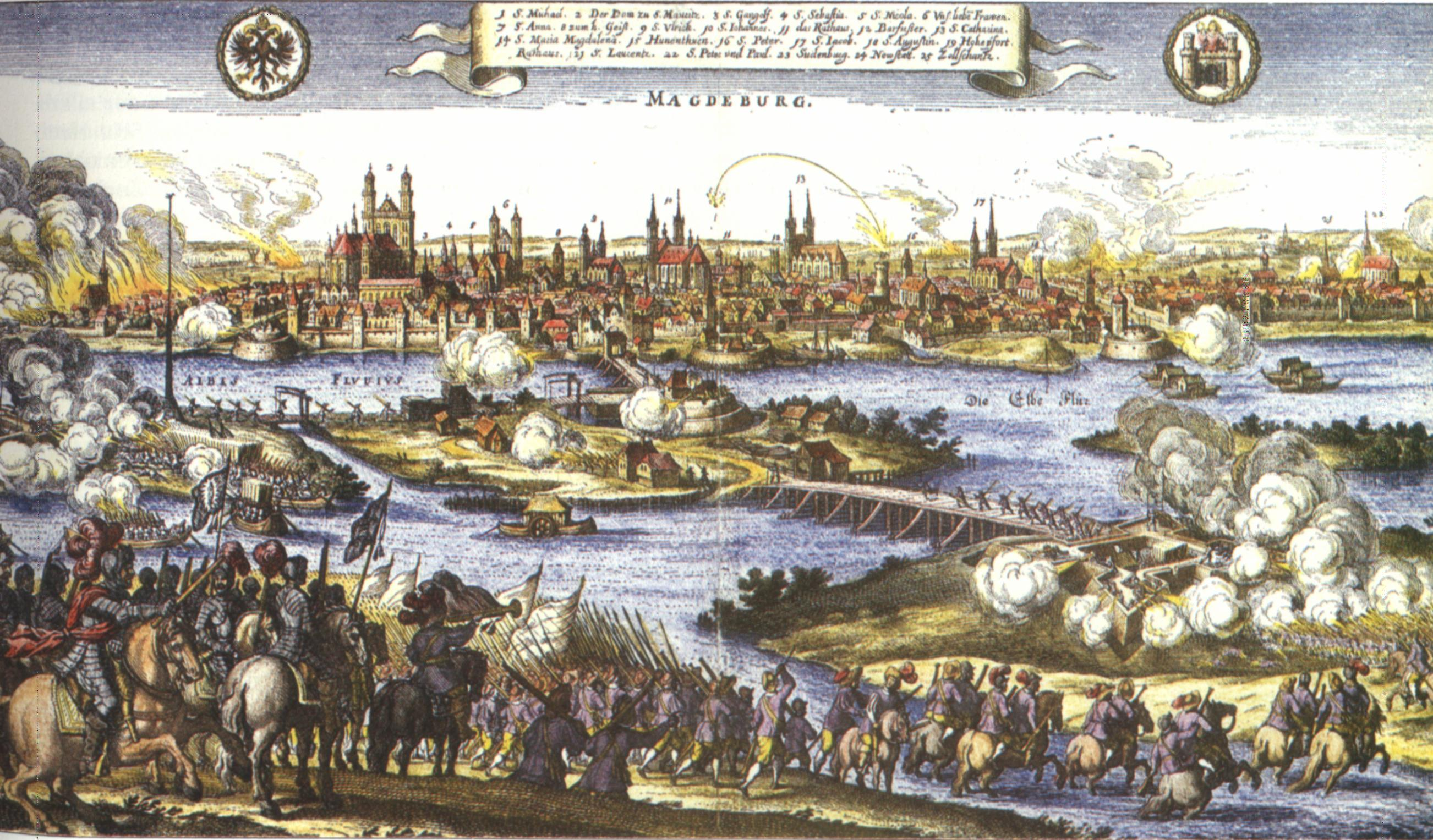
1646年所绘的1631年马格德堡之劫

马格德堡战役，是指三十年战争中，1630年冬至1631年5月，天主教军队对新教城市马格德堡的围攻。
这场战役中更著名的情景在于城市投降之后。由于之前守军和市民的顽强抵抗，当城市最终被占领后，征服者出于报复或发泄心理将城市洗劫一空，在数天内屠杀了几乎所有城市居民或俘虏走女子作为战利品，将城市焚烧成一个巨大的废墟。受害者大约有20000，另有10000妇女被带走，而躲藏过浩劫的幸存者仅400余人。
马格德堡之战，也就成为了三十年战争中军队暴行的缩影，自这场灾难之后，双方军队愈加无所禁忌而疯狂，或出于互相报复心理，以为受害者报仇为名义洗劫对方的人民。这个事件也为德语贡献了一个新词汇magdeburgisieren，含义即为彻底毁灭和洗劫。（英语中也有magdeburgization这类似的词汇）
战争双方纷纷指责对方是马格德堡大火的决定原因，但无论如何，作为战役胜利者的天主教一方，其洗劫罪行是无法开脱的。
在洗劫过程中，一个很具有戏剧性和传奇性色彩的著名事件是当乱军冲进教堂时，一个士兵想砍死试图阻止他们的主教，而主教用手里的圣经阻挡，那一下劈砍居然奇迹般地被圣经挡住，仅仅留下一道数页的剑痕，于是士兵奉其为神迹而离去。那本圣经，所谓的“血证圣经”后被作为极珍贵的文物而保存至今。
另外某一位天主教士兵则对洗劫罪行留下了珍贵的回忆记录，当某一天他和同伴正闯进一家居民住宅时，突然遭遇了主人的奋力抵抗，第一位破门而入的同伴当场被男主人的火枪击倒，而当其他人迅速杀死男主人时，对方这为生存而最后挣扎的景象令其良心发现。当他接下来在搜索住宅，意外发现躲藏的女主人及孩子时，他突然感到愧疚，于是将两人伪装成自己俘虏的奴隶，在混乱中帮助其逃离了城市。